# El Borbah
El Borbah – komiks Charlesa Burnsa, wydany w Polsce w 2001 roku nakładem wydawnictwa Post.
Głównym bohaterem jest zamaskowany zapaśnik lucha libre (szczególnej formy meksykańskiego wrestlingu), tytułowy El Borbah, pracujący jako prywatny detektyw. Prowadzi dochodzenia w surrealistycznym świecie - pomieszaniu science-fiction i klimatu powieści detektywistycznych z XX wieku, ze szczególnym uwzględnieniem stylu hardboiled.
ISBN 83-913578-1-3